# Хитрый койот и Дорожный бегун
Вайл И. Койот (англ. Wile E. Coyote) и Дорожный бегун (англ. The Road Runner) — два персонажа одноимённой серии короткометражных мультфильмов Looney Tunes и Merrie Melodies созданные художником-мультипликатором и режиссёром Чаком Джонсом в 1948 году, сценарии были написаны Майклом Малтизом.
Сюжет каждого эпизода построен на том, что Хитрый койот пытается поймать своего врага в виде Дорожного бегуна — быстро бегущей птицы, однако сделать это ему никогда не удаётся. Вместо своих природных инстинктов, Койот использует до абсурда сложные приспособления (пародируя этим карикатуриста Руба Голдберга), что всегда приводит к комичным результатам. Многие детали для этих приспособлений заказываются в компании Acme.

## Персонажи
Оба главных персонажа антропоморфны и не очень похожи на свои зоологические прототипы (койота и кукушку-подорожника). Дорожный бегун — высокая, стройная и очень быстрая птица сине-фиолетового цвета. Чтобы её поймать, в каждой серии Хитрый койот приобретает материалы в вымышленной компании Acme Corporation, с помощью которых создаёт хитрые ловушки для ловли птиц, такие как «гигантская резинка» или «портативный подвесной каток», однако его схема каждый раз терпит неудачу, причём чаще всего из-за ненадёжности конструкции или непредусмотрительности самого койота, который оказывается не только без желанной добычи, но и во множестве неприятных ситуаций. В конце каждого мультфильма Дорожный бегун, который никогда не бывает пойман или ранен (за исключением одной серии, в которой Койот успевает схватить Бегуна), издаёт характерный звук «бип-бип» и убегает. Это единственный «голос» в мультфильме, так как койот молчит (иногда выдает небольшие фразы на табличке, а в одной из серий даже произносит Ouch!). Звук Бегуна был записан Полом Джулианом.

## Создание
Персонажи были созданы для Warner Bros. в 1948 году режиссёром анимации Чаком Джонсом и Майклом Малтизом, написавшим сценарий для первых шестнадцати эпизодов. Первоначальным замыслом Джонса и Малтиза было создать пародию на мультфильмы с погонями, вроде Тома и Джерри, но довольно быстро Койот и Дорожный Бегун стали популярным независимым жанром.
На момент 2020 года снято более 60 эпизодов с участием данных персонажей (включая четыре короткометражки CGI и серии, выпускаемые компанией HBO).
Как пояснял Чак Джонс в своей автобиографии, успех мультфильмов коренится в их приверженности строгому набору правил:
1. Дорожный бегун никак не может навредить койоту, кроме как пробежать мимо с криком «Бип-бип».
2. Никакая посторонняя сила не может навредить койоту — только его неумение и отказы продуктов ACME.
3. Койот мог бы остановиться в любой момент, не будь он таким фанатичным. «Фанатик — тот, кто удваивает усилия, когда забывает цель» — Джордж Сантаяна.
4. Никаких диалогов, кроме «Бип-бип».
5. Дорожный бегун должен оставаться на дороге — иначе, логично, он не был бы Дорожным бегуном.
6. Всё действие должно проходить в естественной среде обоих — калифорнийской пустыне.
7. Все материалы, инструменты, оружие и механические устройства должны приобретаться в корпорации ACME.
8. Когда можно, делать главным врагом Койота гравитацию.
9. Неудачи больше унижают, чем калечат Койота.
10. Симпатия публики должна оставаться с Койотом.

## Мультфильмы
Койот и Бегун стали героями весьма продолжительной серии коротких мультфильмов, сценарии лишь к первым 16 из которых были написаны лично Малтизом. За 1950-е — 1960-е годы было снято более двух десятков серий. Койот Вайл появлялся также в качестве антигероя в пяти мультфильмах с Багзом Банни, где, в отличие от оригинальных серий, иногда произносил отдельные фразы (героя озвучивал Мел Бланк). С 1960-х годов, как второстепенные персонажи, герои появлялись в большом количестве мультсериалов и полнометражных мультфильмов, а в период с 1979 по 2010 год был создано несколько новых мультфильмов непосредственно про них. Общее количество мультфильмов, где эти герои являются главными, на данный[какой?] момент составляет 48, большую часть из которых нарисовал Чак Джонс. В мультсериале «Кволик» Койот предстаёт надоедливым, всезнающим соседом Багза Банни, который всегда будет использовать его изобретения, чтобы конкурировать с соседом. Дорожный бегун начал появляться, когда сериал был переименован в Новый Луни Тьюнз в 2017 году.

## Полнометражный фильм
28 августа 2018 года появилась информация, что студия Warner Bros. ищет режиссёра для анимационного фильма о Хитром койоте, получившего название «Койот против Акме». 17 декабря 2019 года им стал режиссёр фильмов «Внеземное Эхо» и «Черепашки-ниндзя 2» Дэйв Грин.
В работе над сценарием приняли участие Джеймс Ганн, Джереми Слэйтер, братья Джон о Джош Силберманы, а также Сэми Берч.
23 декабря 2020 года студия Warner Bros. объявила, что выход фильма в прокат назначен на 21 июля 2023 года.

## Компьютерные игры
Хитрый Койот и Дорожный бегун фигурируют в ряде компьютерных игр. Среди них:
- Road Runner[англ.] (аркада от Atari, позже адаптированная для платформ Commodore 64, NES, Atari 2600 и ПК)
- Electronic Road Runner (игра для приставки от Tiger Electronics)
- Looney Tunes (игра для приставки Game Boy от Sunsoft)
- The Bugs Bunny Crazy Castle[англ.] (игра для приставок NES и Game Boy от Kemco)
- The Bugs Bunny Crazy Castle 2[англ.] (игра для приставки Game Boy от Kemco)
- The Bugs Bunny Birthday Blowout (игра для приставки NES от Kemco)
- Road Runner's Death Valley Rally[англ.] (игра для приставки Super NES от Sunsoft)
- Wile E. Coyote’s Revenge (игра для приставки Super NES от Sunsoft)
- Desert Speedtrap[англ.] (игра для приставок Sega Game Gear и Sega Master System от Sega и Probe Software)
- Bugs Bunny: Crazy Castle 3[англ.] (игра для приставки Game Boy от Kemco)
- Desert Demolition (игра для приставки Sega Mega Drive/Genesis от Sega и BlueSky Software)
- Looney Tunes B-Ball[англ.]
- Space Jam[англ.]
- Looney Tunes Racing[англ.]
- Taz: Wanted
- Looney Tunes: Back in Action[англ.] (игра для приставок PlayStation 2, Xbox 360, Game Boy Advance, GameCube от Electronic Arts)
- Looney Tunes Double Pack (игра от Majesco Entertainment и WayForward Technologies)
- Looney Tunes: Space Race[англ.] (игра для приставок Dreamcast и PlayStation 2 от Infogrames)
- Looney Tunes: Cartoon Conductor[англ.] (игра для приставки Nintendo DS от Amaze Entertainment и Eidos Interactive)
- Looney Tunes Dash[англ.] (игра для iOS and Android от Zynga)
- Looney Tunes: World of Mayhem (игра для iOS and Android)

## В массовой культуре
- Помимо мультсериала и полнометражных фильмов по вселенной Looney Tunes, Хитрый Койот и Дорожный бегун появляются во множестве сторонних проектов. Среди них:
  - «Кто подставил кролика Роджера» (1988)
  - «Гриффины» (телесериал, 1999 — н. в.)[10]
  - Короткометражка «Умри, Дорожный бегун, умри» (англ. Die, Sweet Roadrunner, Die) Сета Макфарлейна
  - «Робоцып» (скетч-шоу, 2005 — н. в.)
  - «Сумасшедшие за стеклом: Фильм[англ.]» (2010), Хитрый койот озвучен Джессом Харнеллом.
- В 1968 году на рынке США дебютировал скоростной автомобиль Plymouth RoadRunner, названный так в честь персонажа данного мультсериала — Дорожного Бегуна. По соглашению студии Warner Bros. и корпорации Chrysler, последней было предоставлено право на использование персонажей в рекламе данного автомобиля, его кузов украшали эмблемы в виде головы Дорожного Бегуна, а звуковой сигнал машины имитировал его характерный возглас «бип-бип!».
- В игре Need for Speed Undercover персонаж Роуз Ларго упоминает мультфильм как «…тот мультик, где койот гоняется за кукушкой по каньону».
- В фильме «Армагеддон» 1998 года герои сравнивают план полета и посадки на астероид, столкновение с которым убьет все живое на планете, с одной из серий мультфраншизы, «где Койот пристегнулся огромными ремнями к ракете Акме».
- В боевике 1992 года «В осаде», со Стивеном Сигалом и Томми Ли Джонсом в главных ролях, в сцене переговоров по рации персонажа Джонса Уильяма Странникса с капитаном северокорейской подводной лодки, тот использует имена персонажей мультсериала в качестве радиопозывных. Себе он выбирает позывной «Road runner». На вопрос командера Крилла, роль которого исполнил Гэрри Бьюзи, про такой выбор позывного, Странникс говорит что его «не поймать».
- В сериале «На краю Вселенной», 17-я серия 3-го эпизода — битва внутри разума Джона Крайтона принимает вид мультфильма, в котором Крайтон и Д’Арго занимают места Бегуна и Койота.